# Biedronka pięciokropka
Biedronka pięciokropka (Coccinella quinquepunctata) – gatunek chrząszcza z rodziny biedronkowatych.
Chrząszcz o krótkim, owalnym, słabiej niż u C. magnifica wypukłym i silniej błyszczącym ciele długości od 3 do 5 mm. Głowę ma czarną z parą żółtawobiałych plam przy oczach. Przedplecze jest czarne z żółtawobiałą barwą w kątach przednich, a często też na brzegu przednim lub bocznych. Pokrywy typowo ubarwione są czerwono z czarnymi plamami: wspólną za tarczką, parą dużych pośrodkowych i parą mniejszych tylnych. Niekiedy występuje dodatkowa para plam podbarkowych, rzadziej plamy się zlewają lub niektóre z nich zanikają. Śródpiersie jest na przedzie niewcięte, a jego wyrostek ma parę niedochodzących do przedniej krawędzi żeberek. Epimeryty śródpiersia i zapiersia są ubarwione biało. Odnóża są w całości czarne.
Gatunek ten zamieszkuje siedliska suche jak i wilgotne. Często spotykany jest w uprawach, zwłaszcza bobowatych. Wśród muraw współwystępuje często z biedroneczką łąkową. Na jesieni grodzi się na suchych roślinach i w sosnowych młodnikach. Zimuje w ściółce, mchach i pod opadłymi liśćmi.
Owad rozpowszechniony w Palearktyce, znany z całej Europy. W Polsce pospolity.